# عائشة علي
عائشة علي (من مواليد 10 مايو/أيار 1997) هي مُمثلة سينمائية مالديفية.

## حياة مهنية
ظهرت عام 2018 لأول مرة في مسيرتها المهنية في المسلسل التلفزيوني الدرامي الاجتماعي لام من إخراج أمير سليم أمام علي عظيم, الذي تلقى آراء مُتباينة مِن النقاد حيث اجتذب أداء علي استقبالًا سلبيًا في الغالب مِن النقاد بسبب "افتقارها إلى التمثيل الطبيعي, العاطفة وتقديم الحوار".
لعبت دور البطولة في عام 2019 إلى جانب رؤوفات صادق, لمها لطيف, حسين ناظم وعلي عظيم في أول مسلسل كوميدي مالديفي كارو هاكورو من تطوير محمد منتصر. افتتح المسلسل بمراجعات إيجابية في الغالب من النقاد، على الرغم من أن المراجعات لأدائها كانت مختلطة؛ أعربت عائشة ماها من Dho عن رأيها بأن علي بحاجة إلى "تحسين أسلوبها في تقديم الحوار". في العام التالي، تعاونت مع شامين نظام في فيلم Thadhu، وهو عبارة عن سلسلة أفلام قصيرة مكونة من ثلاثة أجزاء طورتها شركة Madhoship Studio فيما يتعلق بجائحة COVID-19. يروي الفيلم عواقب تفشي المرض وتصورات الإغلاق والوضع الطبيعي الجديد في مدينة ماليه، من خلال عيون ثلاثة أشخاص. عند إصداره، تلقى الفيلم مراجعات إيجابية من النقاد. افراج علي من دهو؟ اختار الفيلم كأفضل مشروع صدر هذا العام على الرغم من تسليط الضوء على أن علي بحاجة إلى العمل على تقديم الحوار.
ظهرت لأول مرة في عام 2021 كصديقة وزميلة لطيفة، مقابل نشيدها محمد في فيلم رعب قصير من إخراج يوسف شفيو في المسلسل التلفزيوني Raajje TV Hatharu Manzaru. عند إصداره، لاقى هذا الفصل الذي يحمل عنوان Fulhi مراجعات إيجابية من النقاد حيث أُشاد بشكل خاص بـ "تصويره لنوع الرعب". بعد ذلك ظهرت كواحدة من ثلاث زميلات في السكن في فيلم "صديقات إبراهيم ويسان" (2021) وكصديقة حسود تجبر صديقتها على الإتجار بالبشر في الفصل الأخير من سلسلة الويب الأنثولوجية المكونة من أربعة أجزاء للكاتب إلياس وحيد "مظلوم". أشادت مريم وحيدة من دين بأداء علي، ووصفت الفصل بأنه "ختام مشرف" لمشروع مرجعي.
تبع ذلك مسلسل الجريمة والإثارة Dharaka (2022) للمخرج Azhan Ibrahim. تدور أحداث المسلسل حول قضية بارزة تتعلق باختفاء أبنة أحد السياسيين. في مراجعة للحلقة الأخيرة من المسلسل، اعتبر أحمد رشيد من موقع MuniAvas إن المسلسل "يستحق المشاهدة إذا كنت مهتمًا بمسلسلات ذات جودة جيدة". ظهرت أيضًا مع محمد فيشال في سلسلة أفلام الرعب والإثارة Biruveri Vaahaka من إخراج إلياس وحيد بدور لوبا، وهي صديقة ماكرة تحصر رجلًا بريئًا في سلسلة قتل لإنقاذ صديقها.

## فيلموغرافيا
| علامة الخنجرية | يشير إلى الأفلام التي لم يتم إصدارها بعد |

### فيلم روائي طويل
| سنة   | عنوان         | دور                  | ملحوظات |        |
| ----- | ------------- | -------------------- | ------- | ------ |
| 2023  | بيفيما        | زميلة رانيا في الصف  |         | [ 16 ] |
| 2023  | نينا          | ماري                 |         | [ 17 ] |
| 2023  | التوصيل مجاني | سناء                 |         | [ 18 ] |
| 2023  | نوفمبر        | هدى                  |         | [ 19 ] |
| Lamha |               | مرحلة ما بعد الإنتاج |         |        |

### تلفزيون
| السنة     | العنوان            | الدور                  | الحواشي                             |        |
| --------- | ------------------ | ---------------------- | ----------------------------------- | ------ |
| 2018      | لام                | شيه                    | الدور الرئيسي ؛ 4 حلقات             | [ 20 ] |
| 2019–2021 | كارو هاكورو        | ليزا                   | الدور الرئيسي ؛ 36 حلقة             | [ 21 ] |
| 2021      | هاثارو مانزارو     | أزورا                  | الدور الرئيسي في قطاع "فولهي"       | [ 22 ] |
| 2021–2024 | الصديقات           | فاطمة زيلا علي         | الدور الرئيسي ؛ 24 حلقة             | [ 23 ] |
| 2021–2022 | جيريتي لوابي       | فتحون                  | دور متكرر 20 حلقة                   | [ 24 ] |
| 2021      | نونثا?             | صديق عمرو              | دور الضيف في قطاع "القطع والقطع"    | [ 25 ] |
| 2022      | مظلوم              | زارا                   | الدور الرئيسي في " الفصل 4: هينثا"  | [ 26 ] |
| 2022      | داراكا             | آنا                    | الدور الرئيسي ؛ 8 حلقات             | [ 27 ] |
| 2022      | بيروفيري فاهاكا    | لوبا                   | الدور الرئيسي ؛ الحلقة:"قناع"       | [ 28 ] |
| 2022      | غودهان             | عبيدة                  | دور الضيف الحلقة: "04:47"           | [ 29 ] |
| 2022      | نيثيمي             | سوسان خطوة غير الشقيقة | دور الضيف حلقة: "نوفيناما عشق"      | [ 30 ] |
| 2023      | ميراي              | فريشة                  | دور متكرر 4 حلقات                   | [ 31 ] |
| 2023      | بادهالو            | زاي                    | الدور الرئيسي ؛ الحلقة:"الأصدقاء"   | [ 32 ] |
| 2023–2024 | ياعراء             | ناشا                   | دور متكرر 11 حلقة                   | [ 33 ] |
| 2023      | غارينا             | أسماء                  | دور متكرر                           | [ 34 ] |
| 2024      | سجلات المطر المظلم | سارة علي               | الدور الرئيسي في قطاع"كعكة الليمون" | [ 35 ] |

### فيلم قصير
| سنة  | عنوان | دور   | ملحوظات |        |
| ---- | ----- | ----- | ------- | ------ |
| 2020 | ثادو  | أميما |         | [ 36 ] |